# ロベルト・トーレス・モラレス
ロベルト・トーレス・モラレス（Roberto Torres Morales  ,  1989年3月7日 - ）は、スペイン・ナバラ州パンプローナ出身のプロサッカー選手。ペルシアン・ガルフ・プロリーグのフーラードFCに所属している。ポジションはMF。

## 来歴
2006年に地元のCAオサスナのカンテラに入団。翌2007年にBチームに昇格し、4シーズン半プレー。2011-12シーズン途中にトップチームに昇格し、2011年12月のマラガCF戦でラ・リーガデビュー。以降チームの中心選手として活躍。
2015年7月22日、チームは2014-15シーズン以降セグンダ・ディビシオンに降格していたものの、2018年までの契約に合意。2016-17シーズンにリーガに復帰したものの、1年でセグンダに降格。2018-19シーズンはセグンダで39試合12ゴールを決め、2部リーグ優勝に貢献。2019年7月31日には、2021年までの契約に合意した。
2019年8月31日の地元エスタディオ・エル・サダールでのFCバルセロナ戦では、相手FW・アンス・ファティがプロ初ゴールを決める中、トーレスも2ゴールを決め、ファティに注目が集まる中、試合を2-2の引き分けに持ち込んだ。
2023年1月、フーラードFCに移籍した。